# Schloss Albrechtsdorf (Karszno)

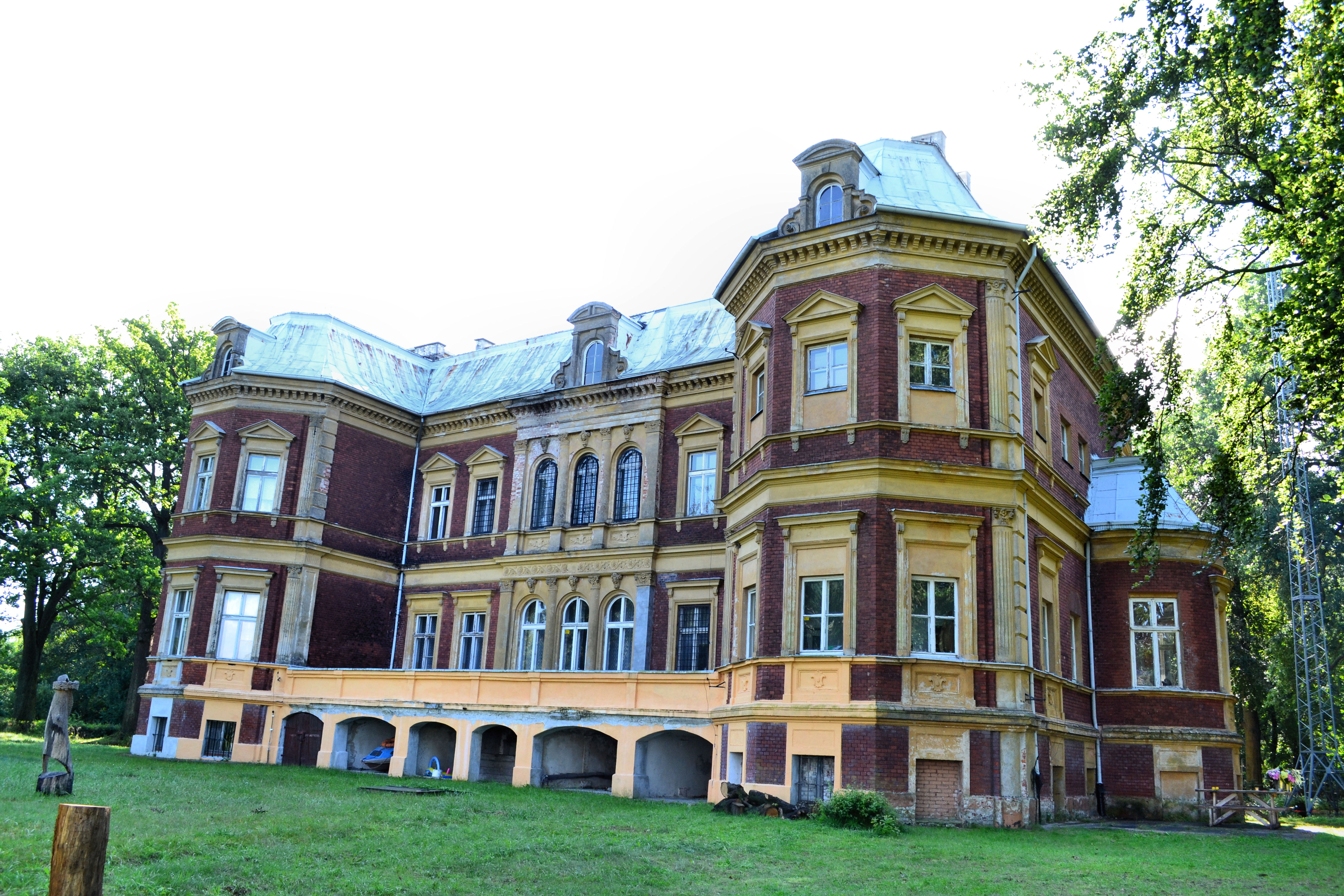
Schloss Albrechtsdorf

Schloss Albrechtsdorf (polnisch Pałac w Karsznie) befindet sich in Karszno, einem Ortsteil der Stadt Nowe Warpno (Neuwarp) im Powiat Policki (Pölitzer Kreis) der polnischen Woiwodschaft Westpommern. Das Schloss im Stettiner Zipfel tangiert mit seiner Feldflur das Ostufer des Neuwarper Sees.

## Geschichte
Im späten Mittelalter gehörte der Ort dem ritterschaftlichen Geschlecht de Palude, dessen Name sich im Laufe der Jahrhunderte wie folgt änderte: de Palude, van dem Broke, Broeke, Bruke, Broker und letztendlich von Broeker. Im Jahre 1412 wurde der Ort von Herzog Swantibor III. dem Kloster Jasenitz übereignet. Wahrscheinlich währte die Zugehörigkeit zu Jasenitz bis zur Säkularisation der Klöster im Jahre 1534. Am Ende des 16. Jahrhunderts hatte die alteingesessene Familie von Broeker jedoch wieder die Lehnsrechte an Albrechtsdorf inne. Mit dem Ende des Zweiten Weltkriegs wurde der Ort polnisch. Aufgrund seiner grenznahen und abseitigen Lage am Neuwarper See wird das Schloss als Leitstelle des polnischen Grenzschutzes genutzt.

## Bauwerk
Das zweigeschossige Herrenhaus ist in Richtung Südwest–Nordost erbaut. Der Bau hat ein hohes Souterrain, Eckquaderung und unter der Traufe eine Konsolreihe. Die Hoffront weist neun Achsen, die Seeseite dreizehn Achsen auf. An der Seefront hat der Bau vorspringende flügelartige Eckrisalite mit polygonalem Schluss und drei Fensterachsen. Der Bau hat zwei Mittelrisalite, die jeweils drei Achsen mit Rundbogenfenstern haben. Der südostseitige Mittelrisalit hat ein Obergeschoss mit Pilastergliederung sowie unter dem Traufgesims den Wappenstein derer von Enckevort und darüber ein schmales Zwerchhaus mit Volutengiebel. An der nordöstlichen Schmalseite hat die Anlage einen dreigeschossigen Rechteckturm, dessen flache Haube kaum über den Dachfirst hinausreicht.